# (21970) Tyle
(21970) Tyle (1999 XC) – planetoida z pasa głównego asteroid okrążająca Słońce w ciągu 3,5 lat w średniej odległości 2,3 j.a. Odkryta 1 grudnia 1999 roku.